# Hellschen-Heringsand-Unterschaar
Hellschen-Heringsand-Unterschaar là một đô thị thuộc huyện Dithmarschen, trong bang Schleswig-Holstein, nước Đức. Đô thị Hellschen-Heringsand-Unterschaar có diện tích 7,02 km², dân số thời điểm 31 tháng 12 năm 2006 là 183 người.